# Vassy
Vassy ist eine ehemalige französische Gemeinde mit zuletzt 1.838 Einwohnern (Stand: 1. Januar 2013), den Vasséen, im Département Calvados in der Region Normandie.
Am 1. Januar 2016 wurde Vassy im Zuge einer Gebietsreform zusammen mit 13 benachbarten Gemeinden als Ortsteil in die neue Gemeinde Valdallière eingegliedert. Vassy stellt dabei als „übergeordneter Ortsteil“ den Verwaltungssitz Valdallières dar.

## Geografie
Vassy liegt rund 16 Kilometer östlich von Vire Normandie und, in etwa gleicher Entfernung, nordnordwestlich von Flers.

## Bevölkerungsentwicklung
| Jahr                             | 1793  | 1836  | 1876  | 1926  | 1946  | 1968  | 1990  | 2013  |
| Einwohner                        | 3.150 | 3.270 | 2.681 | 1.622 | 1.704 | 1.410 | 1.611 | 1.838 |
| Quelle: Cassini, EHESS und INSEE |       |       |       |       |       |       |       |       |

## Sehenswürdigkeiten
- Kirche Saint-Martin-Notre-Dame-et-Saint-André
- Commanderie de Courval, Kommende des Templerordens aus dem 12. Jahrhundert beim Lieu-dit L’Hôpital, seit 1994 Monument historique[3]
- Reste eines Schlosses aus dem 18. Jahrhundert

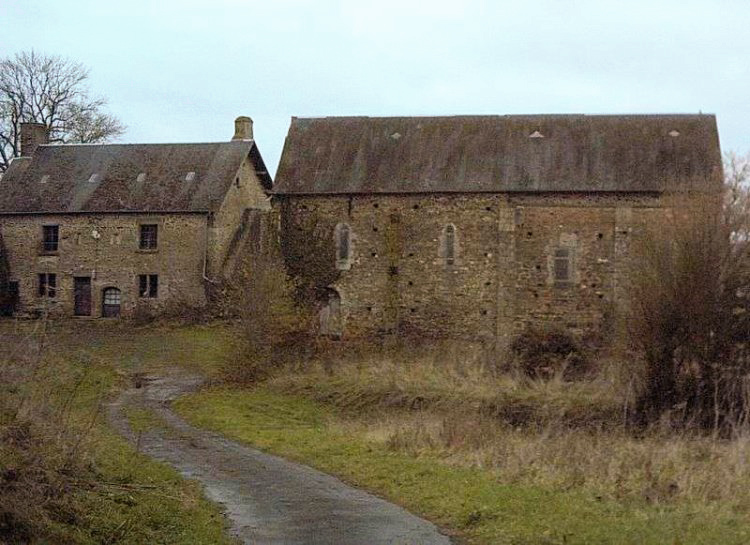
Die Kommende

## Politik
Vassy unterhält seit 2013 eine Partnerschaft mit der deutschen Marktgemeinde Triefenstein.